# Municipio de Richwoods (condado de Miller)
El municipio de Richwoods (en inglés: Richwoods Township) es un municipio ubicado en el condado de Miller en el estado estadounidense de Misuri. En el año 2010 tenía una población de 3243 habitantes y una densidad poblacional de 10,48 personas por km².

## Geografía
El municipio de Richwoods se encuentra ubicado en las coordenadas 38°5′24″N 92°17′38″O / 38.09000, -92.29389. Según la Oficina del Censo de los Estados Unidos, el municipio tiene una superficie total de 309.35 km², de la cual 309,24 km² corresponden a tierra firme y (0,03 %) 0,11 km² es agua.

## Demografía
Según el censo de 2010, había 3243 personas residiendo en el municipio de Richwoods. La densidad de población era de 10,48 hab./km². De los 3243 habitantes, el municipio de Richwoods estaba compuesto por el 97,9 % blancos, el 0,28 % eran afroamericanos, el 0,34 % eran amerindios, el 0,34 % eran de otras razas y el 1,14 % eran de una mezcla de razas. Del total de la población el 1,2 % eran hispanos o latinos de cualquier raza.